# Alois Hofmann

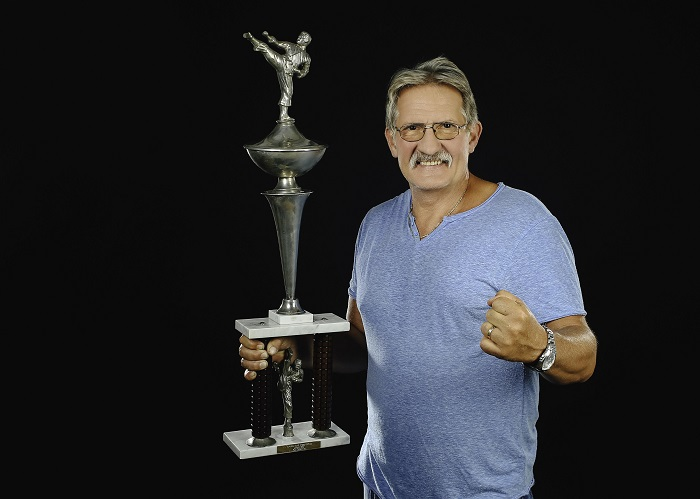
Alois Hofmann, 2015

Alois Hofmann (* 9. März 1956 in Hof) ist ein deutscher Kickboxer. 1982 wurde er in Basel Vize-Europameister im Semikontakt-Kickboxen und 1985 errang er in London den Weltmeistertitel im Vollkontakt-Kickboxen. Er ist Trainer im Verein KBV-Hof und trainierte mehrere Sportler, die anschließend an Europa- und Weltmeisterschaften teilnahmen.

## Sportliche Karriere
Hofmann wurde mit 29 Jahren in die deutsche Nationalmannschaft der Kickboxer aufgenommen.
Bei den Weltmeisterschaften 1985 besiegte er im Londoner Wembley-Conference-Center seine Gegner aus Irland, Mexiko und Italien und gewann schließlich auch im Finale gegen den Amerikaner John Graden.
Hofmann trainiert in seinem Verein die Kinder im Alter von vier bis sechs Jahren.